# Stefan Paldan
Stefan Mogens Paldan (27 ottobre 1971) è un ex calciatore svedese, di ruolo difensore.

## Carriera

### Club
Paldan cominciò la carriera con la maglia dell'Öster, per poi passare ai norvegesi del Brann. Tornò poi in patria, ancora nelle file dell'Öster, per trasferirsi in seguito allo Hvetlanda, dove chiuse la carriera.

### Nazionale
Paldan partecipò al campionato del mondo Under-20 1991, con la Svezia under 20.